# Lac Bonneville (Oregon)
Cet article concerne l'actuel lac artificiel. Pour le lac préhistorique, voir Lac Bonneville. Pour les autres significations, voir Bonneville.
L'actuel lac Bonneville est un réservoir artificiel sur le fleuve Columbia situé dans les États américains de l'Oregon et de Washington. Il a été créé en 1937 avec la construction du barrage de Bonneville. Le réservoir s'étend entre celui-ci et le barrage de The Dalles, en amont. Il se trouve dans trois comtés de l'Oregon (comté de Multnomah, comté de Hood River, comté de Wasco) et deux de Washington (comté de Skamania, comté de Klickitat).